# Bardo (groupe)
Pour les articles homonymes, voir Bardo.
Bardo est un duo formé par Sally Ann Triplett et Stephen Fischer pour représenter le Royaume-Uni au Concours Eurovision de la chanson 1982 avec la chanson One Step Further.

## Histoire
Sally Ann Triplett, animatrice d'une émission pour enfants, aussi chanteuse et actrice, fut membre de Prima Donna, le représentant britannique au Concours Eurovision de la chanson 1980. Fischer est aussi chanteur et acteur.
Le jour du concours, Bardo est le favori selon Ladbrokes. Mais la prestation de Bardo est critiquée pour sa nervosité et pour avoir mis davantage l'accent sur la chorégraphie que sur le chant. À la fin de la soirée, One Step Further finit 7e avec 76 points ; le Luxembourg et l'Autriche lui accordent chacun douze points. Après le Concours Eurovision, la chanson atteint la deuxième place des ventes de singles au Royaume-Uni.
Bardo a pour manager Nichola Martin, la femme responsable de la victoire de Bucks Fizz au Concours Eurovision de la chanson 1981, et le même producteur, Andy Hill. Epic Records a un plan de carrière mais les singles suivants, Talking Out of Line (écrit par Andy Hill et Nichola Martin) et Hang On to Heart (écrit par Ian Maidman) sont des échecs. Un album est prévu mais mis de côté en raison des faibles ventes des singles.
Triplett et Fischer, devenus liés par des sentiments amoureux, restent ensemble après la dissolution de Bardo. Ils continuent à chanter ensemble sous un nom différent et passent du temps en France. En 1990, Triplett donne naissance à un fils. Le couple se sépare quelques années plus tard. Triplett devient une actrice de théâtre, notamment dans des comédies musicales. Fischer continue dans la musique, principalement comme pianiste et chanteur avec le Penguin Cafe Orchestra.
Triplett et Fischer se réunissent pour interpréter One Step Further à Londres en 2010, vêtus de leurs costumes originaux, afin de collecter des fonds pour la charité dans le cadre de la soirée de West End Eurovision. En 2013, un album, The Best of Bardo, sort en téléchargement : il comprend les faces A et B des trois singles du duo sortis dans les années 1980 ainsi que des remix.

## Discographie
Singles
- Mars 1982 : One Step Further (Epic)
- Juin 1982 : Talking Out of Line (Epic)
- Janvier 1983 : Hang On to Your Heart (Epic)

## Source de la traduction
- (en) Cet article est partiellement ou en totalité issu de l’article de Wikipédia en anglais intitulé « Bardo (band) » (voir la liste des auteurs).